# Piłka ręczna na Igrzyskach Boliwaryjskich 2022
Turnieje piłki ręcznej na Igrzyskach Boliwaryjskich 2022 odbyły się w kolumbijskim mieście Chía w dniach 25 czerwca – 4 lipca 2022 roku.
Piłka ręczna w programie tych zawodów pojawiła się po raz trzeci. Zawody rozegrano w mieszczącym 1500 widzów Concha Acústica de Chía. Wzięło w nich udział pięć zespołów męskich i siedem żeńskich, liczących maksymalnie czternastu zawodników, które rywalizowały systemem kołowym, kobiety następnie także w fazie pucharowej.
W zawodach zwyciężyli Chilijczycy i Paragwajki, srebro zdobyli Wenezuelczycy i Chilijki, zaś brąz przypadł Kolumbijczykom i Dominikankom. Najwięcej bramek zdobyli Erwin Feuchmann (31) i Camila Delgado (28).

## Podsumowanie

### Klasyfikacja medalowa
| Klasyfikacja medalowa | Klasyfikacja medalowa | Klasyfikacja medalowa | Klasyfikacja medalowa | Klasyfikacja medalowa | Klasyfikacja medalowa |
| Miejsce               | Reprezentacja         | Złoto                 | Srebro                | Brąz                  | Razem                 |
| --------------------- | --------------------- | --------------------- | --------------------- | --------------------- | --------------------- |
| 1                     | Chile                 | 1                     | 1                     | 0                     | 2                     |
| 2                     | Paragwaj              | 1                     | 0                     | 0                     | 1                     |
| 3                     | Wenezuela             | 0                     | 1                     | 0                     | 1                     |
| 4                     | Dominikana            | 0                     | 0                     | 1                     | 1                     |
| 5                     | Kolumbia              | 0                     | 0                     | 1                     | 1                     |
| Razem                 | Razem                 | 2                     | 2                     | 2                     | 6                     |

### Medaliści
| Konkurencja | 1. miejsce | 2. miejsce | 3. miejsce |
| ----------- | ---------- | ---------- | ---------- |
| Mężczyźni   | Chile      | Wenezuela  | Kolumbia   |
| Kobiety     | Paragwaj   | Chile      | Dominikana |

## Mężczyźni
| 30 czerwca 202216:00 | Dominikana | 35:34(18:19) | Wenezuela | Concha Acústica, Chía Widzów: 150 Sędzia: Estrada, Pineda |
| 30 czerwca 202216:00 |            | 35:34(18:19) |           | Concha Acústica, Chía Widzów: 150 Sędzia: Estrada, Pineda |

| 30 czerwca 202218:30 | Chile | 39:22(19:9) | Peru | Concha Acústica, Chía Widzów: 200 Sędzia: Araújo, Germán |
| 30 czerwca 202218:30 |       | 39:22(19:9) |      | Concha Acústica, Chía Widzów: 200 Sędzia: Araújo, Germán |

| 1 lipca 202216:00 | Chile | 30:21(11:11) | Dominikana | Concha Acústica, Chía Widzów: 300 Sędzia: Burgos, Delgado |
| 1 lipca 202216:00 |       | 30:21(11:11) |            | Concha Acústica, Chía Widzów: 300 Sędzia: Burgos, Delgado |

| 1 lipca 202218:30 | Kolumbia | 35:25(20:8) | Peru | Concha Acústica, Chía Widzów: 500 Sędzia: Geraldello, Marquez |
| 1 lipca 202218:30 |          | 35:25(20:8) |      | Concha Acústica, Chía Widzów: 500 Sędzia: Geraldello, Marquez |

| 2 lipca 202216:00 | Dominikana | 28:25(12:14) | Peru | Concha Acústica, Chía Widzów: 300 Sędzia: Estrada, Pineda |
| 2 lipca 202216:00 |            | 28:25(12:14) |      | Concha Acústica, Chía Widzów: 300 Sędzia: Estrada, Pineda |

| 2 lipca 202218:30 | Kolumbia | 33:37(15:15) | Wenezuela | Concha Acústica, Chía Widzów: 650 Sędzia: Araújo, Perdomo |
| 2 lipca 202218:30 |          | 33:37(15:15) |           | Concha Acústica, Chía Widzów: 650 Sędzia: Araújo, Perdomo |

| 3 lipca 202216:00 | Wenezuela | 16:36(8:16) | Chile | Concha Acústica, Chía Widzów: 150 Sędzia: Geraldello, Marquez |
| 3 lipca 202216:00 |           | 16:36(8:16) |       | Concha Acústica, Chía Widzów: 150 Sędzia: Geraldello, Marquez |

| 3 lipca 202218:30 | Kolumbia | 34:30(14:14) | Dominikana | Concha Acústica, Chía Widzów: 400 Sędzia: Burgos, Delgado |
| 3 lipca 202218:30 |          | 34:30(14:14) |            | Concha Acústica, Chía Widzów: 400 Sędzia: Burgos, Delgado |

| 4 lipca 202216:00 | Peru | 35:39(19:17) | Wenezuela | Concha Acústica, Chía Widzów: 300 Sędzia: Burgos, Delgado |
| 4 lipca 202216:00 |      | 35:39(19:17) |           | Concha Acústica, Chía Widzów: 300 Sędzia: Burgos, Delgado |

| 4 lipca 202218:30 | Kolumbia | 22:38(9:20) | Chile | Concha Acústica, Chía Widzów: 1 000 Sędzia: Araújo, Perdomo |
| 4 lipca 202218:30 |          | 22:38(9:20) |       | Concha Acústica, Chía Widzów: 1 000 Sędzia: Araújo, Perdomo |

## Kobiety

### Faza grupowa
Grupa A
| 25 czerwca 202214:00 | Chile | 29:22(10:8) | Dominikana | Concha Acústica, Chía Widzów: 200 Sędzia: Burgos, Delgado |
| 25 czerwca 202214:00 |       | 29:22(10:8) |            | Concha Acústica, Chía Widzów: 200 Sędzia: Burgos, Delgado |

| 25 czerwca 202216:30 | Wenezuela | 43:40(21:24) | Peru | Concha Acústica, Chía Widzów: 375 Sędzia: Estrada, Pineda |
| 25 czerwca 202216:30 |           | 43:40(21:24) |      | Concha Acústica, Chía Widzów: 375 Sędzia: Estrada, Pineda |

| 26 czerwca 202214:00 | Peru | 17:48(8:28) | Chile | Concha Acústica, Chía Widzów: 200 Sędzia: Estrada, Pineda |
| 26 czerwca 202214:00 |      | 17:48(8:28) |       | Concha Acústica, Chía Widzów: 200 Sędzia: Estrada, Pineda |

| 26 czerwca 202216:30 | Dominikana | 32:26(16:12) | Wenezuela | Concha Acústica, Chía Widzów: 150 Sędzia: Araújo, Perdomo |
| 26 czerwca 202216:30 |            | 32:26(16:12) |           | Concha Acústica, Chía Widzów: 150 Sędzia: Araújo, Perdomo |

| 27 czerwca 202214:00 | Peru | 29:37(15:20) | Dominikana | Concha Acústica, Chía Widzów: 150 Sędzia: Geraldello, Marquez |
| 27 czerwca 202214:00 |      | 29:37(15:20) |            | Concha Acústica, Chía Widzów: 150 Sędzia: Geraldello, Marquez |

| 27 czerwca 202216:30 | Chile | 35:8(14:6) | Wenezuela | Concha Acústica, Chía Widzów: 275 Sędzia: Perdomo, Araújo |
| 27 czerwca 202216:30 |       | 35:8(14:6) |           | Concha Acústica, Chía Widzów: 275 Sędzia: Perdomo, Araújo |

Grupa B
| 25 czerwca 202219:00 | Paragwaj | 53:9(26:2) | Boliwia | Concha Acústica, Chía Widzów: 200 Sędzia: Geraldello, Marquez |
| 25 czerwca 202219:00 |          | 53:9(26:2) |         | Concha Acústica, Chía Widzów: 200 Sędzia: Geraldello, Marquez |

| 26 czerwca 202219:00 | Kolumbia | 39:5(15:1) | Boliwia | Concha Acústica, Chía Widzów: 250 Sędzia: Marquez, Geraldello |
| 26 czerwca 202219:00 |          | 39:5(15:1) |         | Concha Acústica, Chía Widzów: 250 Sędzia: Marquez, Geraldello |

| 27 czerwca 202219:00 | Kolumbia | 19:42(8:24) | Paragwaj | Concha Acústica, Chía Widzów: 400 Sędzia: Burgos, Delgado |
| 27 czerwca 202219:00 |          | 19:42(8:24) |          | Concha Acústica, Chía Widzów: 400 Sędzia: Burgos, Delgado |

### Faza pucharowa
| 28 czerwca 202214:00 | Wenezuela | 38:18(22:6) | Boliwia | Concha Acústica, Chía Widzów: 100 Sędzia: Estrada, Pineda |
| 28 czerwca 202214:00 |           | 38:18(22:6) |         | Concha Acústica, Chía Widzów: 100 Sędzia: Estrada, Pineda |

| 28 czerwca 202216:30 | Dominikana | 31:17(17:10) | Kolumbia | Concha Acústica, Chía Widzów: 200 Sędzia: Araújo, Perdomo |
| 28 czerwca 202216:30 |            | 31:17(17:10) |          | Concha Acústica, Chía Widzów: 200 Sędzia: Araújo, Perdomo |

| 28 czerwca 202219:00 | Chile | 24:25(13:10) | Paragwaj | Concha Acústica, Chía Widzów: 600 Sędzia: Burgos, Delgado |
| 28 czerwca 202219:00 |       | 24:25(13:10) |          | Concha Acústica, Chía Widzów: 600 Sędzia: Burgos, Delgado |

## Klasyfikacja końcowa
| Miejsce | Reprezentacja | Składy |
| ------- | ------------- | ------ |
| złoto   | Paragwaj      |        |
| srebro  | Chile         |        |
| brąz    | Dominikana    |        |
| 4       | Kolumbia      |        |
| 5       | Wenezuela     |        |
| 6       | Boliwia       |        |
| 7       | Peru          |        |